# Куасо ал Лаго I (Варезе)
Куасо ал Лаго I је насеље у Италији у округу Варезе, региону Ломбардија.
Према процени из 2011. у насељу је живело 13 становника. Насеље се налази на надморској висини од 314 м.